# دوارتي دي فريتاس دو أمارال
دوارتي دي فريتاس دو أمارال هو سياسي برتغالي، ولد في 1909 في غيمارايش في البرتغال، وتوفي في 1979.